# Segundo Cernuda
Segundo Cernuda (fl. 1886-1910) fue un periodista y escritor español.

## Biografía
Natural de Valladolid, fue redactor de varios periódicos literarios, entre ellos ¡Velay! y La Bruja, además de otros periódicos; como El Norte de Castilla. También colaboró en Barcelona Cómica. Fue director de Valladolid Taurino y de otros semanarios, para después pasarlo a ser de Castilla. En 1922 aparecieron textos suyos en la revista Castilla la Vieja. Fue un popular revistero de toros y autor de algunos libros, entre ellos Acuarelas (1886) junto a Darío Velao y Coplas de un periodista (1910). Perteneció a la Asociación de la Prensa de Valladolid.